# Цао Сюецінь
Цао Сюецінь (*1715 або 1724 — †1763 або 1764) — визначний китайський письменник-романіст часів династії Цін.

## Життєпис
Походив із впливової родини Цао. Його предки надали численні послуги імператорові Кансі, завдяки чому були зарахованні до Суто-білої корогви Восьмипрапорної армії. Народився у м.Нанкін. Про батько відомості різняться. За одними — це Цао Фу, за іншими — Цао Ен, обидва були наближеними до Кансі. Родина стала досить впливовою й заможною. Цього всього її позбавив новий імператор Юнчжен. Зрештою наприкінці 1720-х років Цао Сюецінь разом із родиною переїздить до Пекіна. Тут він почуває себе сутужно, родині не вистачає грошей. Заробляє написанням картин. Водночас займається літературною діяльністю. Помирає Цао Сюецінь у Пекіні у 1763 або 1764 році, переживши дружину й сина.

## Творчість
Усе життя витратив на написання свого визначного роману «Історія каменю», інша назва «Нотатки про камінь». Над ним Цао працював понад 20 років. Ще за життя автора глави з роману були відомі загалу, вразивши глибиною опису життя родини Цзю. Але Цао Сюецінь не встиг завершити свою працю. Цим зайнявся у 1791 році Гао Е. У завершеному вигляді роман отримав назву «Сон у червоному теремі».